# Piccola Orchestra Avion Travel
La Piccola Orchestra Avion Travel (conosciuta anche con il nome Avion Travel) è un gruppo italiano di musica pop-jazz formatosi a Caserta nel 1980. Il nome della banda deriva da quello di un'agenzia di viaggi casertana. Sono stati i vincitori del Festival di Sanremo 2000 con il brano Sentimento.

## Storia
Fondato nel 1980, il gruppo si dedica a diversi generi, incluso il demenziale, cantando sia in inglese che in italiano. Passa poi al rock, che li porta a vincere, con la canzone Sorpassando, il Festival di Sanremo Rock nel 1987. Gli Avion Travel, quell'anno a Sanremo Rock, vinsero anche il premio Jeans D'oro pop 84, ovvero la canzone che ha ricevuto più voti grazie a un sondaggio telefonico. Il gruppo pubblica nel 1990 l'album Bellosguardo che segna la loro svolta artistica verso una nuova forma musicale che sarà poi specifica del gruppo. Il gruppo collabora con Lilli Greco (già collaboratore artistico di Paolo Conte, Francesco De Gregori, Antonello Venditti e Gianni Morandi) che li porta a confrontarsi con altre forme artistiche come il cinema e il teatro (un fratello del cantante del gruppo, Peppe Servillo, Toni, è regista ed attore).
Nel 1993 si concretizza un accordo con Caterina Caselli e con la casa discografica Sugar e nasce l'album Opplà che con l'album Finalmente fiori (1995) conclude un trittico musicale. Nel 1995 portano in seguito in teatro un'opera musicale in un atto, La guerra vista dalla luna, con Fabrizio Bentivoglio, rappresentato per la prima volta al Teatro Parioli di Roma il 15 maggio 1995, a cui segue un tour in Italia e all'estero (Francia, Portogallo, Lussemburgo, Germania) che continuerà fino al dicembre 1996.
Ad ottobre dello stesso anno esce il film di Renato De Maria Hotel Paura, la cui colonna sonora è realizzata dalla Piccola Orchestra Avion Travel. L'attività concertistica degli Avion Travel dà infine origine all'attesissimo primo album live, Vivo di canzoni. Nell'estate del 1997, sono in tour in Italia e all'estero, in Francia, Portogallo, Lussemburgo, Germania, dove la band di Caserta ha ormai numerosi estimatori.
Nel 1998 gli Avion Travel partecipano alla 48ª edizione del Festival di Sanremo nella sezione "Big" con la canzone Dormi e sogna che fa vincere loro il Premio della critica e della giuria di qualità (presieduta dal compositore inglese Michael Nyman) come migliore musica e migliore arrangiamento. Lo stesso Nyman espresse poi grande ammirazione per il gruppo sulle colonne del Financial Times.
Sempre nel 1998 Peppe Servillo e Peppe Vessicchio compongono per Andrea Bocelli il brano Sogno, che ebbe tanto successo in Italia e all'estero. Nel gennaio del 1999 registrano l'album Cirano firmato dal produttore Arto Lindsay, uno dei padri della no wave newyorkese di Sonic Youth e Lydia Lunch, musicista eterodosso, militante negli anni Ottanta in tante formazioni rock-jazz e con all'attivo già storiche collaborazioni con David Byrne, Ryuichi Sakamoto, Caetano Veloso e Marisa Monte. Un personaggio intellettualmente conflittuale, che ha coinvolto gli Avion Travel in un gioco nuovo: quello di coniugare l'armonia e il bel canto di Servillo con le chitarre elettriche e le tastiere trattate alla sua maniera. Il primo brano dell'album è L'Astronauta e il suo video è un cartone animato diretto dal disegnatore Giuseppe Cristiano.
È grazie a questo lavoro che, dopo la tournée nei principali teatri e piazze italiane, La Piccola Orchestra Avion Travel sbarca in Europa e comincia una tournée nei teatri in Germania, Austria, Svizzera, Belgio, Paesi Bassi e Spagna. Inoltre gli Avion Travel lavorano, con Fabrizio Bentivoglio (nella sua prima regia), a Tipota, un cortometraggio di trenta minuti. La sceneggiatura è scritta a quattro mani da Peppe Servillo che compare come attore insieme a Domenico Ciaramella e Fausto Mesolella, batterista e chitarrista del gruppo.
Il 6 e 7 maggio dello stesso anno, gli Avion Travel riportano in scena a Milano, con la regia televisiva di Sergio Rubini, l'operina La guerra vista dalla Luna al Centro Sociale Leoncavallo. L'operina è poi andata in onda sulla rete Rai 2 nella serie Palcoscenico. Nel 2000 si presentano nuovamente al Festival di Sanremo nella sezione campioni con il brano Sentimento denso di arrangiamenti raffinati e melodie struggenti, conquistando il primo posto e aggiudicandosi anche il Premio Speciale della Giuria di Qualità nella categoria "migliore musica" e "migliore arrangiamento". Tuttavia dell'album vengono vendute solo 70 000 copie.

Gli Avion Travel posano per i fotografi dopo la vittoria al Festival di Sanremo 2000 con Sentimento.

Nello stesso anno gli Avion Travel lavorano alla colonna sonora di uno spettacolo di ombre, La notte di San Donnino che è stata messa in scena in diversi teatri italiani. Nel dicembre 2000 pubblicano l'album Storie d'amore, un omaggio alla canzone italiana e più in generale alla musica evergreen degli anni sessanta. Una selezione di nove brani degli anni '60 che meglio si avvicinano al loro stile, insieme al loro inedito Non è successo niente. Il titolo dell'album rimanda al brano di Adriano Celentano Storia d'amore, cover incisa dal gruppo nell'album Finalmente Fiori. Un'altra cover, Cosa sono le nuvole di Domenico Modugno, era presente nell'album Bellosguardo.
L'album Storie d'amore contiene anche il brano Che senso ha , che rappresenta la prima versione con testo italiano del capolavoro bossanova Insensatez di Tom Jobim, conosciuto anche nella versione inglese How insensitive. Nel giugno del 2001 esce in Francia Selezione 1990-2000, un'antologia che contiene, oltre a Sentimento, tanti piccoli gioielli meno noti, come Aria di te, Dormi e sogna e L'astronauta. Un campionario di musica suggestiva ed evocativa, in bilico tra tradizione italiana (Modugno, De André, Tenco) e ritmi sudamericani, che nei loro particolarissimi concerti trova la sua forma migliore.
Nell'aprile 2003 in collaborazione con il produttore Pasquale Minieri esce l'album Poco mossi gli altri bacini (titolo preso dalla terminologia meteorologica). Compaiono per la prima volta anche voci femminili: Peppe Servillo duetta con Elisa e Caterina Caselli. In questo album il brano Piccolo tormento è anche colonna sonora del film di Mimmo Calopresti La felicità non costa niente. Nel film Peppe Servillo lavora anche come attore. Nel 2004 Peppe Servillo pubblica, insieme a Javier Girotto e Natalio Mangalavite, l'album L'amico di Cordoba.
Sempre nel 2004 il gruppo incide una cover di Troppi affari, cavaliere! del Quartetto Cetra, inserita nell'album tributo Seguendo Virgilio - dentro e fuori dal Quartetto Cetra, curato dal Club Tenco e pubblicato da Ala Bianca (DDCT 128553931-2). Il bisogno di esplorare nuovi orizzonti musicali spinge il gruppo verso progetti molto diversi fra loro: Peppe Servillo si dedica al tour Aires Tango; Ferruccio Spinetti inizia il progetto sperimentale di un duo voce/contrabbasso titolato Musica Nuda con Petra Magoni; Fausto Mesolella parte in tour assieme al chitarrista Michele Ascolese per il progetto Chitarre Vagabonde; Mario Tronco fonda l'Orchestra di Piazza Vittorio nella quale entra a far parte Peppe D'Argenzio.
Le esperienze e le influenze assorbite in questi anni di progetti “paralleli” spingono il gruppo a tornare in studio dopo tre anni, per lavorare ad un album di canzoni di Paolo Conte, interpretate da loro stessi e registrate sotto la direzione artistica dello stesso Paolo Conte, che ha anche scritto un brano appositamente per questo album (Il Giudizio di Paride) e interpretato una strofa di Elisir, insieme a Gianna Nannini. Il 14º album intitolato Danson metropoli - Canzoni di Paolo Conte viene pubblicato il 26 gennaio 2007 e segna il debutto della nuova formazione degli Avion Travel, che da piccola orchestra si trasformano in quintetto: Peppe Servillo alla voce, Fausto Mesolella alla chitarra, Mimì Ciaramella alla batteria, Vittorio Remino al basso, Flavio D'Ancona alle tastiere.
Il 16 ottobre 2009 viene pubblicato il quindicesimo album, intitolato L'amico magico, omaggio alle canzoni scritte da Nino Rota per i film di cui aveva curato la colonna sonora; il disco presentato dal vivo su Rai 2 si aggiudica la Targa Tenco 2010 per il miglior disco nella sezione "Interpreti".
Nel mese di giugno 2014 la formazione originaria si riunisce e organizza il "ReTour" che debutta al Teatro Petrella di Longiano (FC) il 7 giugno.
Nel 2017 viene purtroppo a mancare Fausto Mesolella, chitarra storica del gruppo nonché musicista, compositore e arrangiatore di spicco nel panorama italiano, lasciandosi alle spalle una carriera ricca di collaborazioni e riconoscimenti.
Nel 2018 Gli Avion Travel si presentano con la nuova formazione composta da Peppe Servillo (voce), Peppe D’Argenzio (sax), Duilio Galioto (piano e tastiere), Ferruccio Spinetti (contrabbasso) e Mimì Ciaramella (batteria). 
Nel 2018 esce il disco di inediti  "Prive' " ( Warner).
Nel 2020 gli Avion Travel partecipano al festival La Musica dei Cieli, curato da BeatMi, per un’edizione straordinaria a causa della pandemia di COVID-19: otto artisti di fama internazionale si esibiscono in concerti nei luoghi di culto e nei teatri di Milano e della Lombardia, che vengono trasmessi in streaming sul sito internet del Corriere della Sera.
Dal 2023 nasce il progetto che vede protagonista il quintetto degli Avion Travel con la Medit Orchestra diretta da Angelo Valori. Tanti i concerti in giro per l'Italia come al Pescara Jazz Festival, alla Casa del Jazz a Roma, Empoli Jazz Festival. 

## Film
Nel 1999 esce Tipota, sceneggiatura di Fabrizio Bentivoglio, che riceve una menzione speciale alla Mostra del Cinema di Venezia, e viene candidato anche al David come miglior cortometraggio: tra gli attori Peppe Servillo (nel ruolo del capofamiglia) Mimì Ciaramella (il fratello), Fausto Mesolella (lo zio); le musiche sono degli Avion Travel.
Nel 2003 esce La felicità non costa niente, regia di Mimmo Calopresti e musiche di Franco Piersanti e Avion Travel: Peppe Servillo recita nel ruolo di Gianni. Nel 2007 esce nelle sale Lascia perdere, Johnny!, un film di Fabrizio Bentivoglio che vede come attori Toni Servillo e Peppe Servillo (nel ruolo di Gerry Como) che si ispira ai primi anni di attività di Fausto Mesolella, chitarrista del gruppo. Le musiche sono, naturalmente, degli stessi Avion Travel.

## Formazione

### Formazione attuale
- Peppe Servillo - voce (1980-presente)
- Mimì Ciaramella - batteria (1986-presente)
- Ferruccio Spinetti - basso, contrabbasso (1990-presente)
- Peppe D'Argenzio - fiati (1980-presente)
- Duilio Galioto - tastiere (2017-presente)

### Ex membri o membri non ufficiali

#### Formazione originale
- Agostino Santoro - batteria (198?-1987)
- Vittorio Remino - basso, contrabbasso (1984-1990, 2005-2012)
- Mario Tronco - pianoforte, tastiere (1980-2005)
- Fausto Mesolella - chitarre (1986-2017)
- Agostino Di Scipio - chitarra
- Alberto D'Anna - batteria
- Sergio Buzzone - batteria
- Davide Maria Del Vaglio - chitarra

## Discografia

### Album in studio
- 1987 - Sorpassando
- 1988 - Perdo tempo
- 1989 - In una notte di chiaro di luna (colonna sonora)
- 1992 - Perdo tempo
- 1992 - Bellosguardo
- 1993 - Opplà
- 1995 - Finalmente fiori
- 1996 - Hotel paura e altre storie
- 1996 - La guerra vista dalla luna
- 1998 - Vivo di canzoni
- 1999 - Cirano
- 2000 - Storie d'amore
- 2003 - Poco mossi gli altri bacini
- 2007 - Danson metropoli - Canzoni di Paolo Conte
- 2009 - Nino Rota, l'amico magico
- 2018 - Privé

### Raccolte
- 2000 - Selezione 1990-2000
- 2004 - Per come ti amo

## Premi
- Premio della Critica Mia Martini al 48º Festival di Sanremo - Sezione Campioni (1998)
- 50º Festival di Sanremo: Primo classificato nella Sezione Campioni (2000)
- Premio Lunezia 2007 al valore musical-letterario dell Album "Danson Metropoli" Canzoni di Paolo Conte